# Patsy's Partner
Patsy's Partner è un cortometraggio muto del 1917. Il nome del regista non viene riportato.

## Produzione
La pellicola fu prodotta dalla Cahill Productions, una piccola casa di produzione fondata da Marie Cahill, la protagonista del film, nota cantante e attrice di vaudeville che produsse solo tre film, tutti girati nel 1917.

## Distribuzione
Distribuito dalla Mutual Film, il film uscì nelle sale cinematografiche USA il 28 maggio 1917.